# Miconia macrotis
Miconia macrotis är en tvåhjärtbladig växtart som beskrevs av Célestin Alfred Cogniaux. Miconia macrotis ingår i släktet Miconia och familjen Melastomataceae. Inga underarter finns listade i Catalogue of Life.